# 電気通信
電気通信（でんきつうしん、英: telecommunications、テレコミュニケーションズ）とは、電磁的方式により、符号・音響・影像などを送受信する通信。
手紙など電磁的ではない通信と対比する概念である。
電気通信分野の初期の発明者としては、アレクサンダー・グラハム・ベル、グリエルモ・マルコーニ、ジョン・ロジー・ベアードらが挙げられる。
有線通信・無線通信という区分があるが、現在の通信ネットワークは有線・無線を適材適所に組み合わせて構築される。

## 用語と定義
日本の電気通信事業法は、「有線、無線その他の電磁的方式により、符号、音響又は影像を送り、伝え又は受けること」と定義している。
また、放送は公衆に向けた通信の送信とされ、電気通信の部分集合であるが、しばしば並立するものとして言及される。
- 例：「通信衛星と放送衛星」「通信事業者と放送事業者」「通信と放送の融合」

## 歴史

### 電信と電話
世界初の商業化された電信は1839年4月9日、チャールズ・ホイートストンとウィリアム・フォザギル・クックが構築したものである。ホイートストンもクックも彼らの装置を「（既存）の電磁式テレグラフの改良」と考えており、新たな装置とは見なしていなかった。
サミュエル・モールスも独自の電信を開発したが、1837年9月2日のデモンストレーションは失敗に終わった。ホイートストンの通信手法に比べて、モールス符号を定めた点が重要な利点だった。世界初の大西洋横断電信ケーブルが1866年7月27日に完成し、大陸間の電気通信の時代が始まった。
1849年、アントニオ・メウッチが音声を電線を通して伝える装置を発明した。しかし、メウッチの装置は「電気聴覚効果」というものを利用しており、電極を口にくわえることで電流を直接人体に流し、それによって聴覚を生じさせるものだった。このため、音質はよいが実用的とは言い難い面があった。1876年、アレクサンダー・グラハム・ベルとイライシャ・グレイがそれぞれ独自に現代と同じ仕組みの電話を発明した。世界初の商業化された電話サービスは1878年から1879年に、大西洋を挟んだニューヘイブンとロンドンでほぼ同時に開始された。

### ラジオとテレビ
1832年、ジェームズ・ボウマン・リンゼーは学生たちに無線電信のデモンストレーションを披露した。1854年までには、スコットランドのテイ湾を挟んだダンディーとウッドヘイヴンの間（約3km）での通信に成功した。この場合は確かに電線はないが、水を伝送媒体として使っている。1901年12月、グリエルモ・マルコーニはセントジョンズ（カナダ）とコーンウォールPoldhu（イギリス）との間で無線通信に成功し、それによってノーベル物理学賞を（1909年、フェルディナント・ブラウンと共同で）受賞した。ただしもっと小規模な無線通信は、1893年にニコラ・テスラがデモンストレーションし成功させていた。
1925年3月25日、ジョン・ロジー・ベアードはロンドンの百貨店セルフリッジズで動画の転送実験を披露した。ベアードの装置はニプコー円板を使った機械式テレビジョンだった。これに基づいて、英国放送協会は1929年9月30日テレビの実験放送を開始した。しかし20世紀のテレビのほとんどはフェルディナント・ブラウンの発明したブラウン管を使っている。そのようなテレビを最初に作ったのはフィロ・ファーンズワースで、1927年9月7日に家族に対してデモンストレーションを披露している。

### コンピュータネットワークとインターネット
1940年9月11日、ジョージ・スティビッツはニューハンプシャー州のダートマス大学に設置したテレタイプ端末からニューヨークにある複素数計算機（リレー式）に問題を送り、答を受け取るというデモンストレーションを行った。これは中央コンピュータ（メインフレーム）とリモートのダム端末という1950年代によく見られた構成と同じである。しかし、1960年代になる前に研究者らはパケット交換の研究を開始した。これは、中央のコンピュータを経由せずにデータを断片化して様々な場所のコンピュータとやり取りするテクノロジーである。1969年12月5日、4ノードのネットワークが構成され、ARPANETと名付けられた。1981年には、これが213ノードに成長している。
ARPANET関連の開発は Request for Comments というプロセスを中心として進められており、1969年4月7日に RFC 1 が発行されている。ARPANETはその後他のネットワークと融合してインターネットとなったため、このプロセスは重要である。今日のインターネットの様々な通信プロトコルは Request for Comment プロセスで策定されてきた。1981年9月、RFC 791 で Internet Protocol v4 (IPv4)、RFC 793 で Transmission Control Protocol (TCP) が定義され、今日のインターネットの大部分が基盤としているTCP/IPプロトコルが生まれた。
しかし、コンピュータネットワーク関連の重要な開発が全て Request for Comment プロセスで策定されたわけではない。1970年代、2つの重要な Local Area Network (LAN) 用リンクプロトコルが登場した。1974年10月29日、Olof Soderblom がトークンリングの特許を出願し、1976年7月の Communications of the ACM 誌にロバート・メトカーフと デビッド・ボグス がイーサネットに関する論文を発表した。

## 主な概念

### 基本要素
基本的な電気通信システムは以下の3つの要素から成る。
- 送信機は情報を信号に変換する。
- 伝送媒体はその信号を運ぶ。
- 受信機はその信号を受け取り、利用可能な情報に変換する。

例えば、ラジオ放送では放送用電波塔が送信機、自由空間が伝送媒体、ラジオが受信機である。電気通信システムでは、1つの装置が送信機と受信機を兼ねていることが多く、送受信機（トランシーバー）と呼ぶ。
電話回線による電気通信は1つの送信機と1つの受信機を繋ぐものであり、ポイント・ツー・ポイントである。ラジオ放送による電気通信は強力な送信機と多数の受信機という構成であるため、放送である。

### アナログとデジタル
信号にはアナログとデジタルがある。アナログ信号では、情報に応じて信号が連続的に変化する。デジタル信号では、情報が離散値（例えば1と0）に符号化される。伝送時、アナログ信号が運ぶ情報はノイズによって劣化する。一方デジタル信号では、ノイズがあるしきい値未満であれば情報はそのまま保持される。ノイズへの耐性はデジタル信号がアナログ信号より優れている点の1つである。

### ネットワーク
電気通信網は送信機・受信機・送受信機の集合体であり、それらが相互に通信する。デジタルネットワークにはルーターがあり、正しいユーザーへと情報を転送する。アナログネットワークには交換機があり、ユーザー間の接続を確立する。どちらのネットワークであっても、遠距離に信号を伝送するには信号を増幅したり再作成するための中継機が必要になることがある。そうしないと、信号が減衰してノイズと区別できなくなる。

### 伝送路
伝送媒体を区分けしたものが伝送路であり、そうすることで情報の流れを複数送ることができる。例えば、ラジオ局はそれぞれ異なる周波数の電波を送信する。この場合は、伝送媒体を周波数で区分けしたものが伝送路である。また時間を細かく区切り、それぞれを異なる伝送路に割り当てる方式を時分割多重化と呼び、光ファイバーによる通信などで採用している。

### 変調
情報を運搬するよう信号を形成することを変調と呼ばれる。変調はデジタルのメッセージをアナログの波形で表すのにも使われる。そのような変調を デジタル変調 (keying) と呼び、位相偏移変調、周波数偏移変調、振幅偏移変調などがある。例えばBluetoothは位相偏移変調を使っている。
変調はアナログ信号の情報をより高い周波数で伝送するのにも使われる。周波数が低いと自由空間上で効率的に伝送することができないため、変調が必要になる。低周波数のアナログ信号の持つ情報を高周波数の信号（搬送波）に載せてから発信する。変調方式はいくつかあり、代表的なものとしては振幅変調と周波数変調がある。

## 電気通信と社会
電気通信は現代社会に社会的にも、文化的にも、経済的にも大きな影響を与えている。

### 経済への影響
2006年時点で、電気通信業界の総収入は1兆2千億ドル、世界総生産の3%弱と見積もられている（公式の通貨換算レート）。ここでは、電気通信の社会への影響を論じる。

#### ミクロ経済
ミクロ経済の規模では、企業は電気通信を使って国際的帝国を構築してきた。Amazon.comのようなオンライン販売業者ではこれは自明だが、Edward Lenert によれば、ウォルマートのような普通の小売業者も電気通信基盤を改善することで同業他社に対して優位に立っているとしている。世界中の都市では、各家庭で宅配ピザから電気工事まで各種サービスを電話で注文することができる。相対的に貧困な社会でも、電気通信による恩恵を受けている。バングラデシュの僻地の村からでも、卸売り業者に携帯電話で直接連絡し、商品をより高く買い取ってくれる業者を探すことができる。コートジボワールのコーヒー栽培者は携帯電話で刻々と変化するコーヒーの価格をフォローし、最高値で売るようにしている。

#### マクロ経済
マクロ経済の規模では、Lars-Hendrik Röller と Leonard Waverman がよい電気通信基盤と経済成長に因果関係があると示唆した。因果関係と見ることに反対する者もいるが、相関関係があることを否定する者はほとんどいない（相関関係と因果関係）。
よい電気通信基盤は経済によい影響を与えるため、世界中の各国で電気通信サービスへのアクセスの格差、すなわち情報格差への懸念が増大している。国際電気通信連合 (ITU) が2003年に行った調査で、約3分の1の国で国民20人当たりの携帯電話加入は1人未満、約3分の1の国で国民20人当たりの固定電話加入は1人未満ということが明らかになった。インターネットアクセスに関しては、約半分の国で国民20人当たりでインターネットアクセスは1人未満だった。これらの情報と教育に関するデータを総合し、ITUは市民が情報および通信テクノロジーにアクセスし利用する能力の国別指数を算定した。それによると上位3位まではスウェーデン、デンマーク、アイスランドで、最下位3位まではアフリカのナイジェリア、ブルキナファソ、マリ共和国となった。

### 社会への影響
電気通信は社会関係にも大きな役割を果たしている。それにも関わらず、電話のような装置は元来実用面だけを強調して宣伝され、社会的側面は宣伝されなかった。電話の社会的側面が広告のテーマとなるのは1920年代末から1930年代になってからだった。新たなプロモーションでは、消費者の感情に訴え、社会的会話の重要性や家族や友人とつながったままでいられることの重要性を強調した。
その後、社会関係で電気通信が果たす役割は重要性を増してきた。最近ではソーシャル・ネットワーキング・サービス (SNS) の人気が急上昇している。SNSサイトではユーザーが互いにコミュニケーションをとれるだけでなく、写真やイベントやプロフィールをポストして公開できる。SNSサイトは社交的な約束をすることから恋愛まであらゆることに重要な役割を演じることができる。
SNSが登場する以前から、SMSのようなテクノロジーや電話も社会的対話に大きな影響を与えていた。市場調査グループ Ipsos MORI の2000年の調査によれば、イギリスの15歳から24歳までのSMSユーザーの85%は社会的合意を調整するサービスを利用し、42%は恋愛の手段としてそれを使っていたという。

### 他の影響
文化の面では、電気通信によって音楽や映画へのアクセス能力が増大してきた。テレビにより、人々はビデオ店や映画館に行かなくても見逃していた映画を見ることができる。ラジオとインターネットにより、人々はCD店に行かなくても聞いたことのない音楽を耳にすることができる。
電気通信は人々がニュースを受け取る方法も変化させてきた。非営利の Pew Internet and American Life Project の調査によると、「昨日」のニュースにどういう形で接したかを3000人のアメリカ合衆国在住の人々に聞いたところ、新聞よりもテレビやラジオという人が多かった。結果は次の表にまとめられている（複数の情報源を挙げることができる形式のため、合計は100%以上となっている）。
| テレビ（ローカル） | テレビ（全国） | ラジオ | 地方紙 | インターネット | 全国紙 |
| ------------------ | -------------- | ------ | ------ | -------------- | ------ |
| 59%                | 47%            | 44%    | 38%    | 23%            | 12%    |

電気通信は広告にも大きな影響を与えてきた。TNS Media Intelligence の2007年のレポートによると、アメリカ合衆国内の広告費の58%は電気通信媒体に費やされた。結果は次の表にまとめられている。
|              | インターネット | ラジオ     | ケーブルテレビ | テレビ（独立局） | テレビ（スポット） | テレビ（ネットワーク） | 新聞       | 雑誌       | 屋外      | 合計   |
| ------------ | -------------- | ---------- | -------------- | ---------------- | ------------------ | ---------------------- | ---------- | ---------- | --------- | ------ |
| パーセント   | 7.6%           | 7.2%       | 12.1%          | 2.8%             | 11.3%              | 17.1%                  | 18.9%      | 20.4%      | 2.7%      | 100%   |
| 金額（ドル） | 113億1千万     | 106億9千万 | 180億2千万     | 41億7千万        | 168億2千万         | 254億2千万             | 282億2千万 | 303億3千万 | 40億2千万 | 1490億 |

## 電気通信と政府
多くの国は、国際電気通信連合 (ITU) が制定した国際電気通信規則 (ITR) に対応する法を制定している。ITUは情報および通信テクノロジーに関する問題を扱う国際連合の専門機関である。1947年のアトランティックシティでの会議で、ITUは「新たな国際周波数一覧に登録された全周波数を国際的に保護し、無線通信規制に従って使用していく」ことを決議した。ITUの「無線通信規制」によれば、国際周波数登録委員会 (IFRB) で参照され、調査され、国際周波数一覧に掲載された全周波数帯は「有害な干渉から国際的に保護される権利を有することとする」とされている。
国際的な視点から、電気通信と放送の管理について政治的な議論と立法が行われてきた。例えば、出版などの従来からある通信手段とラジオ放送などの電気通信のバランスといった議論である。第二次世界大戦が勃発すると、世界初の国際放送によるプロパガンダが爆発的に展開された。国家や政府や反乱勢力やテロリストや民兵などがそれぞれ電気通信や放送技術を使ってプロパガンダを展開してきた。政治運動や植民地化のための愛国的なプロパガンダは1930年代半ばごろに始まった。1936年、BBCはアラブ世界にプロパガンダ放送を行った。これは同地域の植民地化に興味を持っていたイタリアの同様な放送を相殺することを目的としていた。
最近のイラク戦争などでは、脅迫電話や脅迫SMS、数時間以内に実施された相手方への攻撃の動画を配布するなどの手法がプロパガンダとして用いられている。イラクでは、スンニ派の反乱勢力はテレビ局を持っていて、新政府軍がそこを押さえても別の拠点から放送を行っている。

## 現代の電気通信

### 電話

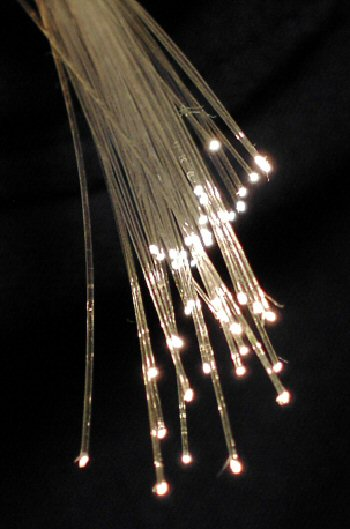
光ファイバーは長距離通信用に安価な帯域幅を提供する。

アナログの電話網では、電話をかけると電話交換機群によって話したい相手とつながる。交換機群は2つの利用者間の電気的接続を形成する。それらの設定は電話をかけた際の電話番号のダイヤルパルスで電気的に決定される。接続が確立すると、電話をかけた側の声が受話器のマイクロフォンで電気信号に変換されて伝送される。その電気信号はネットワークを経由して通話先に送られ、そこで受話器のスピーカーによって音声に戻される。これとは反対方向に働く電気的接続があり、それによって相互に対話することができる。
一般家庭の固定電話の多くはアナログ式である。すなわち、話者の声が信号の電圧に直接反映される。ただし、電話事業者は局間の伝送を透過的にデジタル化しているところが増えている。デジタル信号の利点は、アナログ信号と違って長距離であっても音質が劣化しせず、インターネットのデータと一緒に送ることもできる点である。
携帯電話は電話網に大きな影響を与えた。多くの国で携帯電話の契約数が固定電話の契約数を超えている。2005年の携帯電話販売数は全世界で8億1660万台であり、アジア太平洋（2億400万台）、西ヨーロッパ（1億6400万台）、CEMEA（中央ヨーロッパ、中東、アフリカ: 1億5300万台）、北米（1億4800万台）、中南米（1億200万台）のそれぞれの市場で同じように成長している。1999年から5年間の成長率を新規加入者数で見ると、アフリカでの成長率が58.2%と群を抜いている。携帯電話もGSMやW-CDMAといったデジタル伝送が増え、AMPSなどのアナログ方式は減少しつつある。
電話通信には目に見えないところで大きな変化も起きている。1988年にはTAT-8（8代目の大西洋横断電話ケーブルで初の光ファイバー海底ケーブル）が運用を開始し、1990年代には光ファイバーに基づくシステムが広く採用されていった。光ファイバーによる通信は、データ容量が劇的に増大するという利点がある。TAT-8自体は従来の銅線製ケーブルの10倍の電話回線容量があり、近年の光ファイバーケーブルではTAT-8の25倍の容量がある。このデータ容量の増加にはいくつかの要因がある。まず、光ファイバーは他のテクノロジーよりも物理的に小型化できる。そして、光ファイバーでは漏話の心配がないため、数百本のファイバーを1本のケーブルに仕込むことができる。また、1本のファイバーのデータ容量は多重化によって指数関数的に増大させることができる。
光ファイバー網の多くは Asynchronous Transfer Mode (ATM) というプロトコルを使っている。ATMプロトコルは音声やデータを同時に転送可能とする。それによって網上にデータの経路を確立でき、その経路にトラフィック契約を結びつけることができることから、公衆電話回線網に適している。トラフィック契約とは顧客と網の間の合意であり、網がデータをどのように扱うかを定めたものである。網がトラフィック契約の条件を満たせない場合、接続自体が受理されない。電話の呼はある一定のビットレートを保証するよう契約を結び、音声が遅延したり途切れたりしないことを保証する性質があるため、この点は重要である。ATMプロトコルと類似する技術として Multi-Protocol Label Switching (MPLS) がある。

### ラジオとテレビ

デジタルテレビ放送規格の採用状況

放送システムにおいては、中央の高出力の放送塔が高周波の電磁波を発信し、それを多数の低出力の受信機が受信する。塔から発せられる高周波は、映像情報や音声情報を含む信号を変調したものである。受信機をチューニングしてその周波数に合わせると、復調を行って元の映像信号や音声信号を取り出す。放送信号はアナログ（情報に応じて連続的に変換する信号）またはデジタル（情報を離散値で符号化したもの）である。
放送業界は世界的にアナログからデジタルへの重大な転換点にある。この変化は、集積回路がより安くより高速かつ大容量になったことで可能になった。デジタル放送は、アナログ放送につきものの問題点を解消できるという利点がある。テレビの場合、スノーノイズやゴースト障害といった歪みなどの問題が解消される。これらの障害はアナログ伝送の性質に起因するもので、ノイズの影響が最終的な画質に現れたものと言える。デジタル信号では離散値しか扱わないためこのような問題がなく、多少のノイズでは最終的な画質に影響しない。ノイズが強すぎると復号したメッセージは大きく変化している可能性があり、それがデジタル伝送の弱点である。前方誤り訂正を受信機で行えば複数ビットの誤りを訂正できるが、ノイズが強ければ訂正では追いつかず、伝送は不可能となる。
デジタルテレビ放送ではATSC、DVB、ISDBという3種類の規格があり、それぞれを世界各国が採用している（右図の地図参照）。いずれも動画圧縮にはMPEG-2を使っている。音声圧縮については、ATSCは Dolby Digital AC-3、ISDBは Advanced Audio Coding (MPEG-2 Part 7) を採用し、DVBは1つに定めていないが一般に MPEG-1 Part 3 Layer 2 を使っている。変調方式もそれぞれ異なる。デジタル音声放送では、ほぼ世界中が Digital Audio Broadcasting という規格を採用している。例外としてアメリカ合衆国だけは HD Radio という規格を採用している。HD Radio では、従来のAMやFMのアナログ放送とデジタル放送を共存させるIBOC (In-Band On-Channel) 方式を採用している。
デジタルへの切り替えが進んでいるが、多くの国ではアナログテレビ放送も続けられている。ただし、アメリカ合衆国では2度の延期を経て2009年7月12日にアナログテレビ放送が終了となった。アナログテレビには3種類の規格 PAL、NTSC、SECAM がある（分布はこちらを参照）。ラジオ放送のデジタル化は、受信機の価格に大きな差があるため、テレビよりもさらに困難と言われている。アナログのラジオ放送は一般に振幅変調(AM)と周波数変調(FM)に分けられる。FMにおけるステレオ方式としては、差和方式やAM-FM方式などがある。

### インターネット

OSI参照モデル

インターネットはコンピュータの世界的ネットワークであり、Internet Protocol を使って相互に通信できるコンピュータネットワークである。インターネット上のコンピュータには一意なIPアドレスが割り当てられており、他のコンピュータが情報を送る際の宛先として使う。そのため、インターネット上では各コンピュータがIPアドレスを使って任意のコンピュータにメッセージを送ることができる。そのメッセージには送信元のIPアドレスが含まれているので、双方向通信が可能となる。インターネットはコンピュータ間のメッセージ交換で成り立っている。
2008年現在、全世界の21.9%の人々がインターネットに頻繁にアクセスしている。北米では73.6%、オセアニアでは59.5%、ヨーロッパでは48.1%の人々がアクセスしている。ブロードバンドインターネット接続の普及率という観点では、アイスランド（26.7%）、韓国（25.4%）、オランダ（25.3%）などが世界をリードしている。
インターネットでは、通信プロトコルによってコンピュータやルーターの相互通信の手順が決められている。コンピュータネットワークの通信は階層型アプローチを採用しており、プロトコルスタック内の各プロトコルは他のプロトコルとはほぼ独立して動作している。これにより、下層のプロトコルを物理的なネットワークに最適化しつつ、上層のプロトコルは物理ネットワークとは独立して動作させることができる。あるコンピュータがイーサネットでインターネットに接続するのか、それともWi-Fiで接続するのかに関わらず、全く同じウェブブラウザを使うことができるのは、この階層型アプローチのおかげである。プロトコルはOSI参照モデル（右図参照）と関連付けて語られることが多い。これは開放型システム間相互接続という失敗に終わったプロトコルスイート構築の試みの初期段階である1983年に策定されたモデルである。
インターネットでは、物理層の伝送媒体やデータリンク層のプロトコルは送信元から宛先までにメッセージを送る間に複数の種類を使うことになる。つまりインターネットでは物理的な伝送媒体やデータリンクプロトコルに制限を設けていない。そのため、状況に応じて最適な伝送媒体やプロトコルを採用できる。実際、大陸間の通信には Asynchronous Transfer Mode (ATM) プロトコルと光ファイバーが使われている。これには公衆交換電話網と同じ基盤を共用していることが多い。
ネットワーク層では、Internet Protocol (IP) を基本として標準化されており、論理アドレスが設定されている。World Wide Web では、Domain Name System を使って人間にも読める形式の名前から「IPアドレス」を導出する（例えば www.google.com から 72.14.207.99 を得る）。現在、最もよく使われている Internet Protocol はバージョン4だが、バージョン6（IPv6）への移行が差し迫っている。
トランスポート層では、多くの場合 Transmission Control Protocol (TCP) または User Datagram Protocol (UDP) を使う。基本的にTCPは送信した全てのメッセージが確実に受信されなければならないときに使われ、UDPはそれが必須ではないときに使われる。TCPではパケットが失われた場合に再送が行われ、上位層には順番通りにメッセージが渡される。UDPではパケットが失われても再送は行われないし、順序も不定である。TCPもUDPもポート番号によってパケットを処理すべきアプリケーションやプロセスを指定する。ある種のアプリケーション層のプロトコルは特定のポートを使うため、ネットワーク管理者はトラフィックを操作して特定の要求に合うように調整できる。例えば特定のポートへのトラフィックをブロックしたり、優先順位を低くして性能を制限したりできる。
トランスポート層より上層では、セッション層とプレゼンテーション層に大まかに当てはまり、時々使われるプロトコルがある。例えば Secure Sockets Layer (SSL) や Transport Layer Security (TLS) がそれにあたる。これらのプロトコルは転送されるデータが秘匿されていることを保証する。ブラウザに南京錠のアイコンが表示されているとき、それらが使われている。最後にアプリケーション層にはインターネットユーザーがよく目にする多数のプロトコルがあり、HTTP（ウェブブラウジング）、POP3（電子メール）、FTP（ファイル転送）、IRC（チャット）、BitTorrent（ファイル共有）などがある。

### LAN
Local Area Network（LAN、数km以内で機能するコンピュータネットワーク）の特徴は、インターネットとは別である。この程度の規模のネットワークは大規模ネットワークの特徴を全て備える必要はなく、それによってよりコストを低減させることができる。
1980年代中ごろ、OSI参照モデルのデータリンク層とアプリケーション層の間のギャップを埋めるプロトコルスイートがいくつか生まれた。例えば、AppleTalk、IPX、NetBIOSなどで、特にMS-DOSユーザーによく利用されたIPXが1990年代初期まで広く採用されていた。そのころには既にTCP/IPが存在していたが、主に政府機関や研究機関での利用に限られていた。インターネットが成長し、インターネット関連のトラフィックの割合が増えてくると、LANでもTCP/IPを採用することが多くなり、今ではTCP/IPがLAN上でも一般的になっている。TCP/IP化の動きを助けたテクノロジーとして、クライアントが自身のネットワークアドレスを探すのを助けるDHCPがある。同様の機能はAppleTalkやIPXやNetBIOSのプロトコルスイートにも標準で備わっていた。
データリンク層はLANとインターネットで大きく異なる部分である。大規模ネットワークのデータリンクプロトコルとしては、Asynchronous Transfer Mode (ATM) や Multi-Protocol Label Switching (MPLS) が使われているが、LANではイーサネットやトークンリングが典型的である。これらはインターネットのデータリンク層に比較して単純で（例えば、Quality of Service 保証などの機能がない）、CSMA/CDによる衝突回避を行う。そのため、設定に際してさらにコストを抑えられるという違いがある。
1980年代から1990年代にかけてはトークンリングもそれなりに使われていたが、現在ではLANのほとんどが有線または無線のイーサネットとなっている。物理層では、有線イーサネットの多くはツイストペアケーブルを使っている。しかし、初期の実装では同軸ケーブルを使っていたし、最近の高速なイーサネットでは光ファイバーを使う実装もある。光ファイバーを使う場合、シングルモードとマルチモードで特徴が異なる。マルチモード・光ファイバーは太く、製造コストは低いが帯域幅が小さく減衰が大きい（したがって、長距離には向かない）。

## 関連機関
- 国際電気通信連合（ITU，旧CCIR）
  - 世界無線通信会議（WRC, 旧WARC）
- 国際アマチュア無線連合（IARU）
- 欧州連合
  - 欧州電気通信標準化機構（ETSI）
  - 欧州放送連合（EBU）
- アメリカ合衆国
  - 米国電気電子学会（IEEE：アイ・トリプル・イー）
  - 米国映画テレビ技術者協会（SMPTE）
  - 連邦通信委員会（FCC）
  - アメリカ無線中継連盟（ARRL）
- 日本
  - 総務省 - 総合通信局（旧：電気通信監理局） 
    - 日本放送協会（NHK）- 放送技術研究所
    - 情報通信研究機構

  - 文部科学省 - 高等教育局
    - 電気通信大学 - 国立電波高専

  - 一般社団法人
    - 電波産業会（ARIB）
    - 日本民間放送連盟（民放連）
    - 電子情報通信学会（信学会，IEICE）
    - 日本アマチュア無線連盟 (JARL)

## 関連法規および資格
- 有線電気通信
  - 電気通信事業法
  - 電気通信役務利用放送法
  - 電気通信主任技術者 - 電気通信設備工事担任者
  - 有線電気通信法
- 無線通信
  - 電波法
  - 放送法
  - 無線従事者 - 総合無線通信士 - 陸上無線技術士 - 特殊無線技士 - アマチュア無線技士